# Dragons (jeu vidéo)
Pour les articles homonymes, voir Dragon.
 (juin 2019).
Si vous disposez d'ouvrages ou d'articles de référence ou si vous connaissez des sites web de qualité traitant du thème abordé ici, merci de compléter l'article en donnant les références utiles à sa vérifiabilité et en les liant à la section « Notes et références ».
Dragons est un jeu vidéo d'action-aventure sorti en 2010 sur Wii, Xbox 360 et PlayStation 3. Le jeu a été développé par Étranges Libellules et édité par Activision. Il est basé sur le film d'animation Dragons (How To Train Your Dragon).

## Synopsis
Le jeu est la suite du film et peut-être du court-métrage de l'édition collector : depuis la défaite de Green Death (ou Red Death), les Vikings ont décidé de faire un Thor'noi annuel. En quoi ça consiste ? Les dragons de chaque personne s'entrainent avec leur maitre afin de gagner des combats lors d'un tournoi annuel qui se résume à une suite de combats. Au fil du temps, le joueur peut obtenir 3 dragons supplémentaires, les customiser, leur donner de quoi améliorer leurs capacités d'attaque, défense... et surtout, débloquer de nouveaux dragons pour le mode multijoueur.

## Liste des dragons
Le Furie Nocturne : Intelligent, rapide et curieux, le Furie Nocturne est le plus rare de tous les dragons.
Le Dragon Vipère : Beux et dangereux, les Vipères ont un tempérament de feu, et des attaques encore plus enflammées !
Le Gronk : ce dragon coriace est paresseux, grincheux et possède une attaque de feu dévastatrice.
L'Hideux Braguettaure : ce monstre est doté de deux têtes, l'une crachant le gaz inflammable et l'autre l'étincelle qui enflamme, qui travaillent ensemble pour triompher des pires ennemis et les attacher avec leurs flammes.
Le Cauchemar Monstreux : Avec sa gueule énorme et ses flammes destructrices, le Cauchemar Monstrueux est toujours prêt pour la bagarre.
Le Grip-Grap : Ce dragon puissant et fier est toujours prêt à se battre avec n'importe quel dragon qu'il rencontre. Injouable en mode Histoire.